# 学校法人貞静学園
学校法人貞静学園（がっこうほうじんていせいがくえん）とは、東京都文京区にある日本の学校法人。

## 沿革
- 1930年 - 貞静学園が創設される。
- 1932年 - 貞静幼稚園･同保姆養成所が設置される。
- 1934年 - 貞静学園が財団法人となる。
- 1940年 - 貞静学園商業女学校を設立
- 1941年 - 貞静学園女子商業学校に改称
- 1947年 - 学制改革により、貞静学園中学校に改組
- 1948年 - 学制改革により、貞静学園高等学校に改組
- 1951年 - 貞静学園が学校法人となる。
- 1955年 - 幼稚園教員養成機関として、当時文部省より認可を受ける。
- 1969年 - 児童福祉法に基づく保母(現 保育士)養成所としての認可をうける。
- 1974年 - 貞静学園保育専門学校に改称。
- 1978年 - 専修学校として認可を受ける。
- 1999年 - 専攻科介護福祉専攻が設置され、貞静学園保育福祉専門学校と改称される。
- 2009年 - 貞静学園短期大学保育学科の設置により貞静学園保育福祉専門学校の生徒募集を停止。
- 2011年 - 貞静学園中学高等学校を男女共学とする。

## 設置校
- 貞静学園短期大学
- 貞静学園中学高等学校
- 貞静幼稚園